# Jonás Aguirre
Leonel Jonás Aguirre Avalo (Firmat, 5 marzo 1992) è un calciatore argentino, centrocampista del Gimnasia (S).

## Caratteristiche tecniche
Gioca come esterno sinistro.

## Palmarès

### Club

#### Competizioni nazionali
- Primera B Nacional: 1

Rosario Central: 2012-2013